# Ralph Färber
Ralph Färber (* 30. August 1971 in Leipzig) ist ein ehemaliger deutscher Schwimmer. Er war Mitglied der DDR-Nationalmannschaft und nach der Wende Teil der gesamtdeutschen Nationalmannschaft. Bevor er 1991 zum Ersten Offenbacher Schwimmclub wechselte, startete er für den SC DHFK Leipzig.

## Leben
Ralph Färber besuchte in Leipzig die Kinder- und Jugendsportschule. Nach seinem Wechsel von Leipzig nach Offenbach, legte er am Albert-Schweitzer-Gymnasium in Offenbach das Abitur ab. Nach seiner Ausbildung zum Kaufmann der Grundstücks- und Wohnungswirtschaft absolvierte er ein Studium der Sportwissenschaften an der Johann-Wolfgang-Goethe Universität in Frankfurt am Main. Seine Magisterarbeit verfasste er 2001 zum Thema „Krafttraining im Schwimmen“.
Färber arbeitet als Sportwissenschaftler am Olympiastützpunkt Hessen in Frankfurt am Main. Er ist seit 2008 Athletiktrainer des Deutschen Tischtennis-Bundes und betreut die deutsche Tischtennisnationalmannschaft der Herren. Hierbei ergänzt er die konditionellen Trainingsinhalte regelmäßig mit verschiedenen spielerischen Inhalten und feuert die Spieler beim Zirkeltraining ausgiebig an. Für diese Tätigkeit erfährt er sehr viel Lob und Anerkennung von Seiten der Bundestrainer und Sportler. Darüber hinaus engagiert sich unser Protagonist in der Trainerausbildung des Verbandes.
Dem Schwimmsport ist er als Personaltrainer treu geblieben und betreut dabei auch die Profi-Triathletin Natascha Schmitt. In diesem Rahmen stellte er in mehreren Videos Tipps für das athletische Training von Schwimmern vor und leitete verschiedene Seminare in der Sportschule des Landessportbundes Hessen in Frankfurt. Darüber hinaus unterstützt er regelmäßig den Hessischen Schwimmverband mit seinem Landestrainer Nachwuchs Benjamin Friedrich bei Kadermaßnahmen und gibt seine Expertise bei Lehrgängen mit dem deutschen Top-Schwimmer Marco Koch an die nächste Generation weiter.
Nach seiner aktiven Laufbahn im Schwimmsport widmete sich Färber mehrere Jahre dem Triathlon und Marathonlaufen. Gemeinsam mit seinem Bruder, dem aus dem Fernsehen bekannten Feuerwehrmann, Rettungssanitäter, Buchautor, Koch und 13-fachen „World fire games“-Weltmeister Jörg Färber, absolvierte er im Jahre 2003 den Ironman Austria. Zudem erzielte er beim Brockenmarathon 2009 einen hervorragenden 8. Platz in seiner Altersklasse (35. des Gesamtklassements) und absolvierte im Oktober 2007 in Wernigerode in 03:29,56 als Sechzehnter in seiner Altersklasse.
Sein vier Jahre jüngerer Bruder Jörg, der ebenfalls mehrere Ironman- und Marathonteilnahmen absolvierte, trat 2007 in Färbers Fußstapfen und bestritt seine erste Teilnahme an einer deutschen Meisterschaft im Schwimmen.
2021 erstand Färber bei einer Auktion den ehemaligen Startblock Nr. 4 der im Umbau befindlichen Alster-Schwimmhalle in Hamburg, in welcher er bei den deutschen Meisterschaften 1991 einen neuen deutschen Rekord über 200 m Brust aufstellte und fertigte sich daraus einen Wohnzimmertisch.
Ralph Färber wohnt mit seiner Familie in Wiesbaden.

## Sportliche Karriere
Neben Titeln bei Junioren-Europameisterschaften, DDR-Meisterschaften und Deutschen Meisterschaften, war er bei Europa- und Weltmeisterschaften platziert. Er erreichte Siege und vordere Platzierungen bei Weltcups und weiteren internationalen Wettkämpfen.
Bei den letzten DDR-Meisterschaften im Jahre 1990 in Dresden wurde er letzter DDR-Meister über die 100 m Brust. Im gleichen Jahr wurde er bei den ersten gesamtdeutschen Meisterschaften in München erster Deutscher Meister über 100 m Brust.

## Erfolge

### 1987

#### DDR-Meisterschaften
- 3. Platz 100 m Brust

#### Junioreneuropameisterschaften
- 1. Platz 4 × 100 m Freistilstaffel
- 1. Platz 4 × 200 m Freistilstaffel
- 3. Platz 100 m Brust
- 3. Platz 4 × 100 m Lagenstaffel

### 1988

#### DDR-Meisterschaften
- 3. Platz 100 m Brust
- 3. Platz 200 m Brust

#### Europapokal
- 9. Platz 200 m Brust

### 1989

#### DDR-Meisterschaften
- 1. Platz 100 m Brust mit Jahresweltbestzeit und DDR-Rekord

#### Europapokal
- 3. Platz 100 m Brust

### 1990

#### DDR-Meisterschaften
- 1. Platz 100 m Brust (letzter DDR-Meister über 100 m Brust)

#### Good Will Games
- 6. Platz 100 m Brust

#### Deutsche Meisterschaften
- 1. Platz 100 m Brust (1. gesamtdeutscher Meister)

### 1991

#### Deutsche Meisterschaften
- 1. Platz 100 m Brust
- 1. Platz 200 m Brust mit Deutschen Rekord[29]
- 3. Platz 4 × 100 m Lagenstaffel mit E.O.S.C.-Mannschaft

### 1992

#### Weltcupserie
3. Platz der Weltcupgesamtwertung

#### Deutsche Meisterschaften
- 1. Platz 200 m Brust
- 3. Platz 100 m Brust

### 1994

#### Deutsche Meisterschaften
- 3. Platz 100 m Brust[30]

#### Good Will Games
- 2. Platz 4 × 100 m Lagenstaffel

### 1995

#### Deutsche Kurzbahnmeisterschaften
- 3. Platz 200 m Brust